# اسن‌قلی
اسن‌قلی (به ترکمنی: Esenguly، اسن‌قوُلیٛ) یک منطقهٔ مسکونی در ترکمنستان است که در استان بلخان واقع شده‌است. اسن‌قلی ۵٬۸۲۳ نفر جمعیت دارد و -۲۲ متر بالاتر از سطح دریا واقع شده‌است.
سابقا، تا پیش از سال ۱۹۹۳، حسن‌قلی (به ترکمنی: Hasanguly، حسن‌قوُلیٛ) نام این شهر بود.